# Torre de Chóvar
La Torre de Chóvar, en la comarca del Alto Palancia, provincia de Castellón, España, es una torre defensiva, quizás parte o incluso el total del castillo de Chóvar, catalogada, por declaración genérica como Bien de Interés Cultural, según consta en la Dirección General de Patrimonio Artístico de la Generalidad Valenciana, con el código identificativo: 12.07.056-002, al no presentar anotación ministerial.
Se localiza esta torre defensiva junto a la carretera de Azuébar a Chóvar. El estado en que se encuentra es prácticamente ruinoso. Se llega a la torre por la parte alta del pueblo, tomando el camino del calvario, en la zona más elevada, que es el lugar elegido por los musulmanes para la construcción del castillo, que tenía forma de torre de vigilancia. Situado muy cerca del castillo de Azuébar, puede que el de Chóvar consistiera en una serie de torres de vigilancia y defensa del terreno para reforzar al anterior.

## Descripción
La historia de Chóvar está muy relacionada con la de Azuébar, ya que los historiadores consideran que el origen de la primera podría estar en un conjunto de torres de vigilancia y defensa que se habrían construido alrededor del castillo de Azuébar como complemento y refuerzo del mismo.

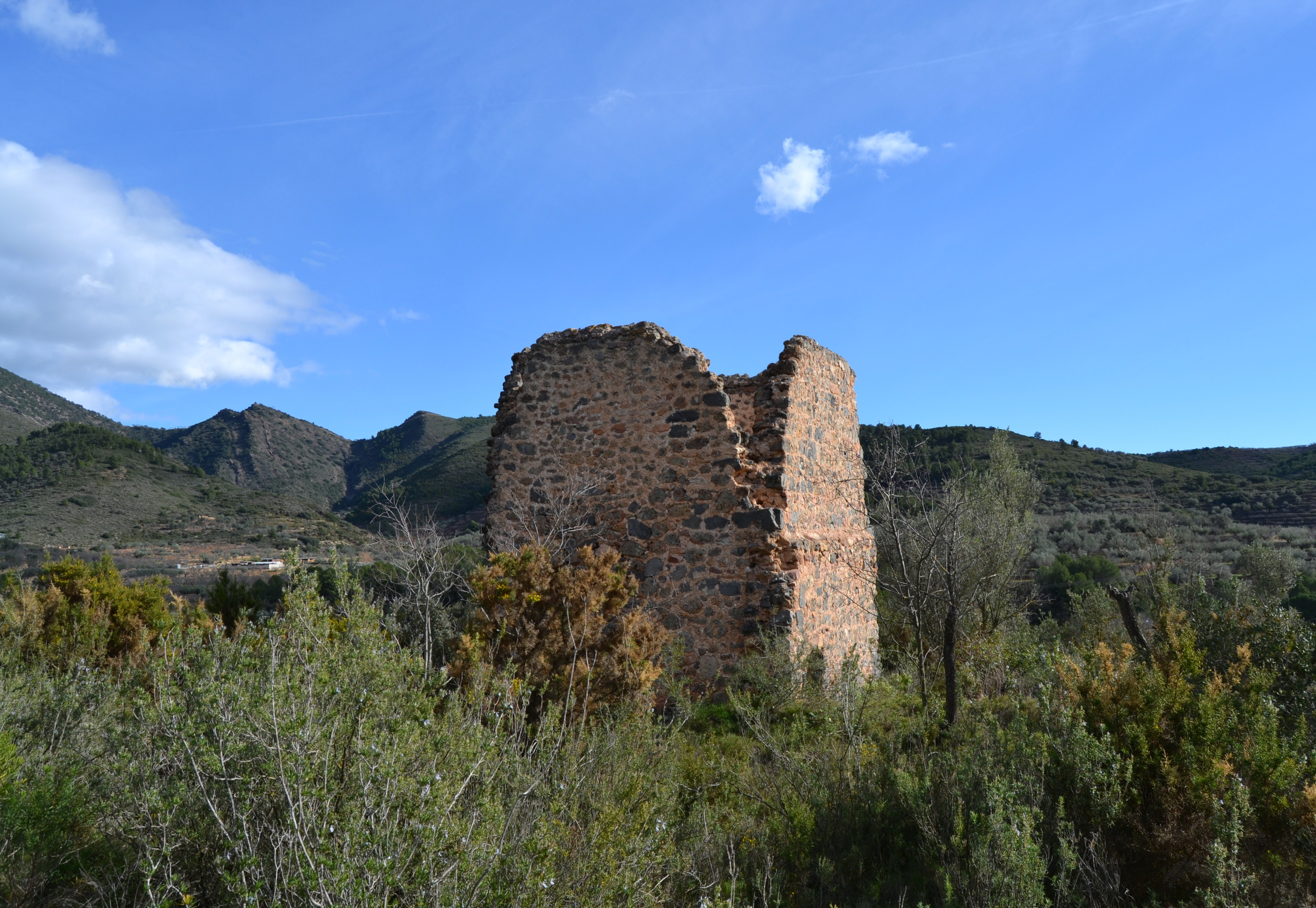
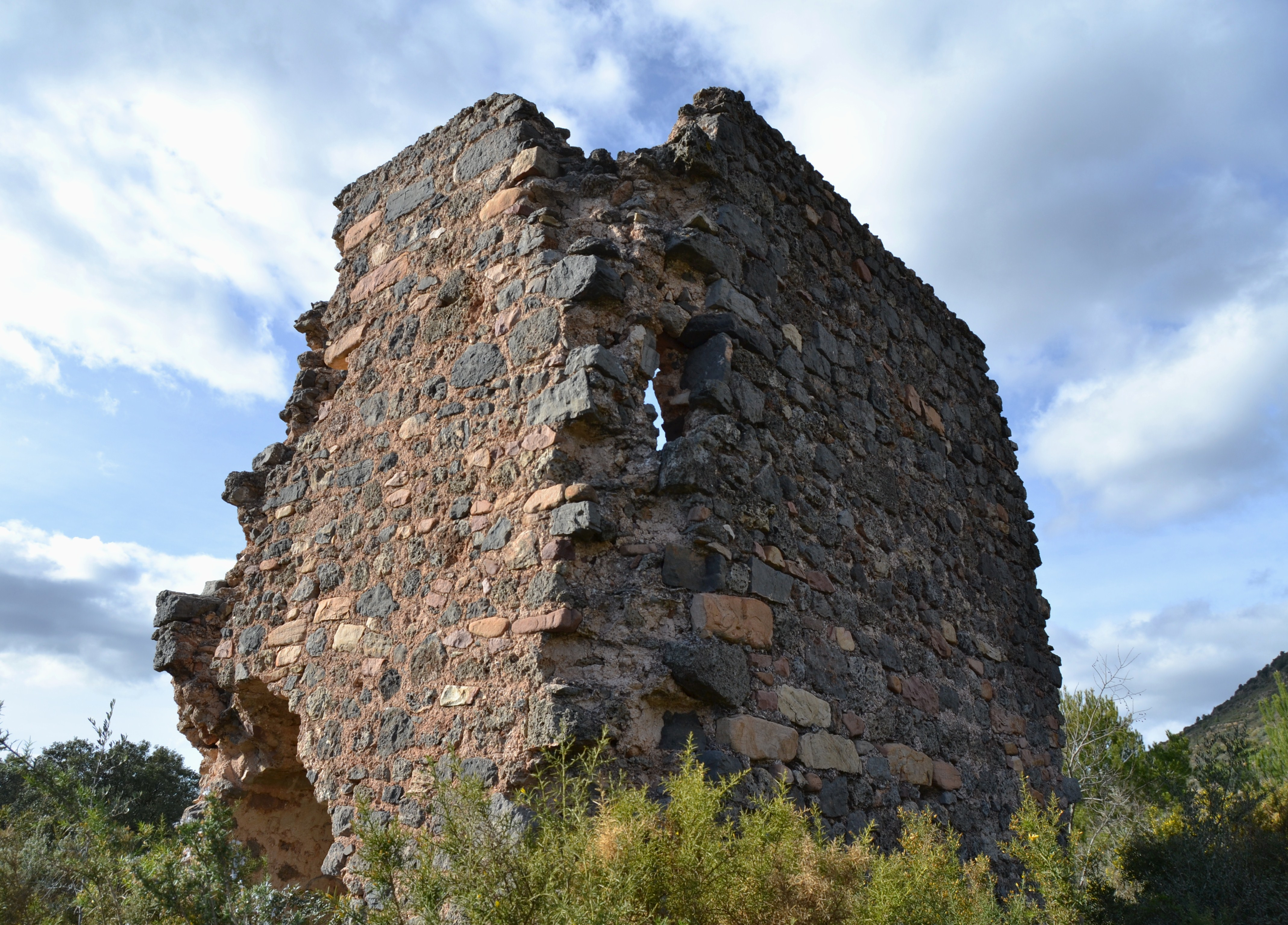
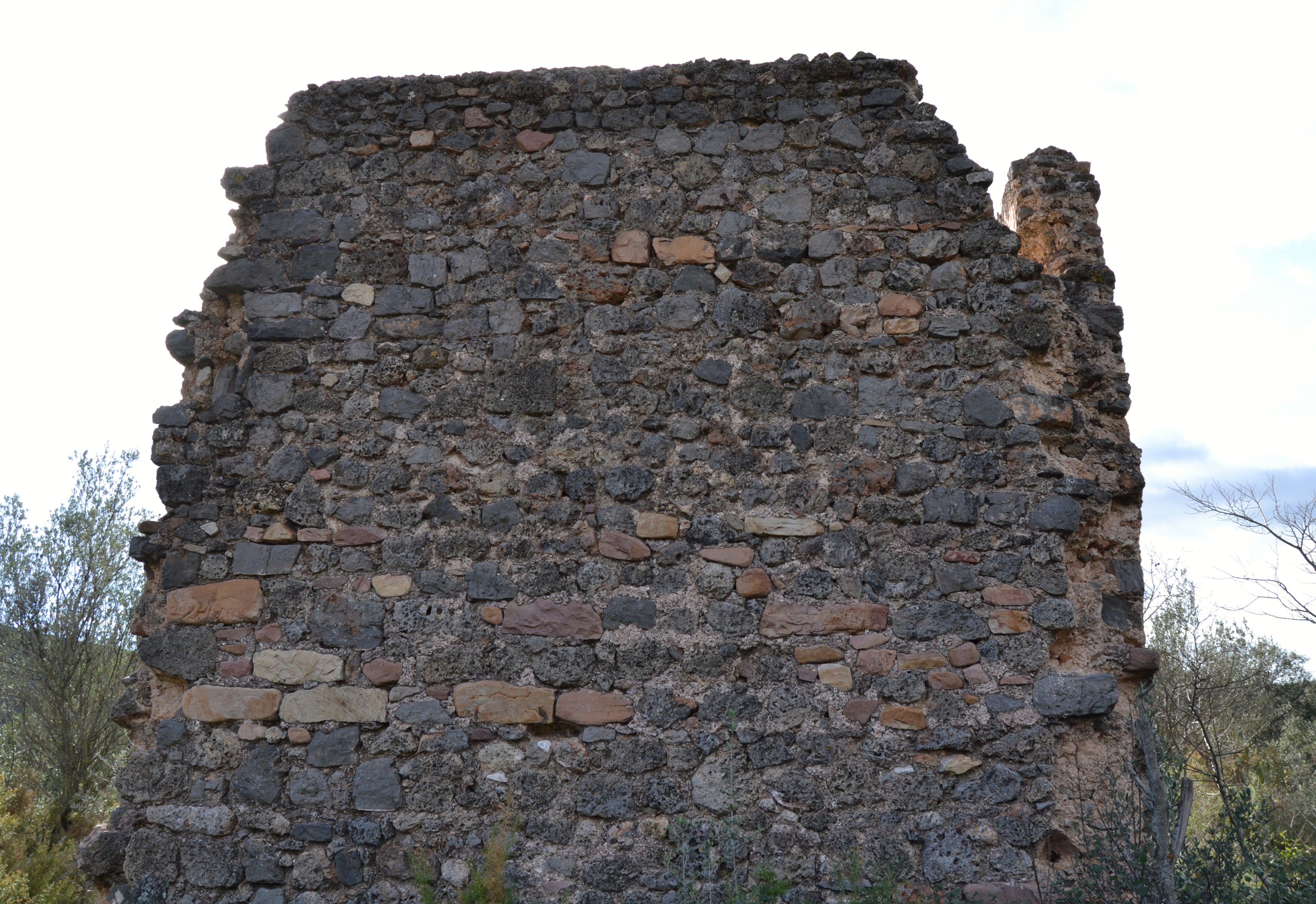
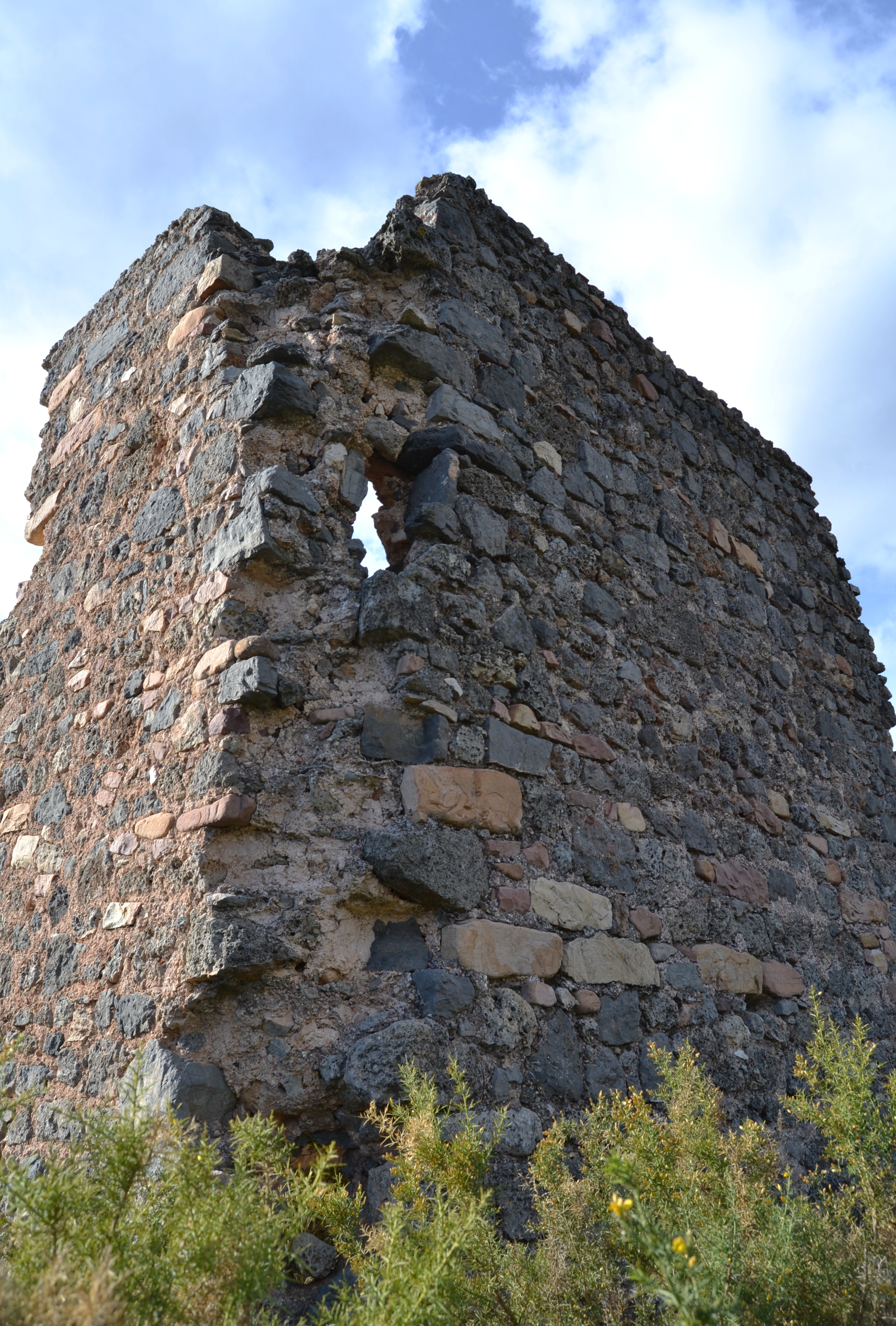

Por ello, y teniendo en cuenta el origen musulmán del castillo de Azuébar, podríamos afirmar, con un gran margen de seguridad, que la torre de Chóvar es de origen musulmán también, al igual que el resto de las construcciones que posteriormente se llevaron a cabo en el propio núcleo poblacional que surgió a su alrededor, que siguieron la tradición morisca constructiva, tanto en la tipología de las calles (estrechas e irregulares), como en sus edificios y la técnica constructiva para realizarlos (piedra seca, argamasa y tapial).
Todavía puede distinguirse su planta rectangular, quedando tan solo los cimientos y la base de la que podría considerarse la torre del homenaje de un castillo ya desaparecido. está construido en mampostería con piedras irregulares
Adosada a la torre se puede distinguir una cisterna, de planta rectangular y con bóveda.